# 任胤蓬
任胤蓬（1999年9月12日—），中國大陸男藝人，電子古典流行樂團銀河系樂團成員。2020年7月，參加騰訊視頻新生代樂團選拔節目《明日之子乐团季》，隨其所在的“銀河系樂團”以第四名的成績出道。2021年2月17日參加騰訊視頻偶像男團競演養成類真人秀節目《創造營2021》。

## 經歷
2020年7月11日，參加 《明日之子乐团季》 ，組成“銀河系樂團”。9月26日，隨銀河系樂團參與騰訊視頻《明日家族四季首聚演唱會》。11月14日，隨銀河系樂團參與明日之子樂團“終極一班”全國巡演。
2021年2月17日，參加騰訊視頻偶像男團競演養成類真人秀節目 《創造營2021》，期间于第一次公演获得“撑腰王”。3月16日，為央視《當音樂回歸自然》景觀音樂系列短片演奏。4月10日，CCTV-15《音樂周刊》為該系列演奏相關曲目。6月7日，參加腾讯视频2021拾光盛典。7月12日，參加的明日之子樂團季團綜《夏天來了盟人不在家》。7月20日，參與平行戀愛時差戲劇錄製。

## 音樂作品

### 影視單曲
| 年度 | 發行日期 | 演唱曲目       | 備註         |
| 2022 | 2月26日  | 獨一無二的特別 | 平行戀愛時差 |

### 銀河系樂團歌曲
| 年度 | 發行日期 | 演唱曲目         | 備註              |
| 2021 | 1月15日  | 《未來的我們》   | 大提琴演奏        |
| 2021 | 8月18日  | 《因你》         | 大提琴演奏/電吉他 |
| 2021 | 11月3日  | 《Are you down》 | 鋼琴伴奏          |

## 影視作品

### 電視劇
| 首播年份      | 剧名         | 角色   | 备注   |
| 2022年2月28日 | 平行戀愛時差 | 錢明櫟 | 網絡劇 |

### 綜藝節目
| 年份 | 播出日期                 | 頻道     | 主題                           | 節目名稱 | 備註                                   |
| 2020 | 7月11-9月12日            | 騰訊視頻 | 明日之子乐团季                 | |                                        |
| 2020 | 7月28日 8 月 4日 8月25日 | 騰訊視頻 | 《AfterParty 8點見》           | - 明子組狼人殺局全程爆笑 - 明子們互相揭秘爆料 - 氣運聯盟×銀河系高能運動會                                                                   | 《明日之子樂團季》衍生直播節目         |
| 2020 | 7月15日-9月12日          | 騰訊視頻 | 《你的明子》                   | | 《明日之子樂團季》衍生節目             |
| 2020 | 7月26日-8月3日           | 騰訊視頻 | 《明日高校小考連連看》         | | 《明日之子樂團季》衍生節目             |
| 2020 | 7月18日-9月5日           | 騰訊視頻 | 《明日高校就這麼BAND》         | | 《明日之子樂團季》衍生節目             |
| 2020 | 7月21日-9月8日           | 騰訊視頻 | 《高校宿舍日記》               | | 《明日之子樂團季》衍生節目             |
| 2021 | 2月17日－4月24日         | 騰訊視頻 | 《創造營2021》                 | |                                        |
| 2021 | 3月11日 3月25日 4月22日  | 騰訊視頻 | 《營人進入異次元會變成笨蛋嗎》 | - 第3期：海花島男高社團大戰，真人版吃雞滿場狂奔 - 第5期：遺產爭奪戰，利路修變身珍珠耳環少年 - 第9期：大逃殺升級，利路修打真人CS遭全場追擊！ | 《創造營2021》衍生節目                 |
| 2021 | 3月10日 3月24日 4月14日  | 騰訊視頻 | 《大島日記2021》               | - 解放天性大跳女團舞，日語土味情話技能get - 變裝大白鵝完成“地板動作”，走心分享節目心路歷程 - RYP新品“升級”駕馭多種風格，為粉絲寫手寫信      |                                        |
| 2021 | 3月1日-4月26日           | 騰訊視頻 | 《創造營2021·宿舍日記》        | | 4月11日 第12期：利路修背著林墨玩呼啦圈 |
| 2021 | 4月10日                  | CCTV-15  | 《音樂周刊》                   | | CCTV-15音樂頻道節目                    |
| 2021 | 7月12日-8月9日           |          | 《夏天來了盟人不在家》         | - 第1期：銀河系搭檔說唱廠牌即興改編團歌 - 第5期：四大樂團學長再回明日                                                                       | 明日之子樂團季團綜                     |
| 2021 | 9月18日                  | 芒果TV   | 《了不起的藝能》               | |                                        |
| 2021 | 11月22日 11月29日        | 芒果TV   | 《我的家鄉，好美!》            | - 第3期：沈月導遊郴州生態之旅 井朧任胤蓬路演對決 - 第4期：探美團郴州草原星空夜話 張欣堯手把手教射箭                                         |                                        |

### 影視作品
| 首播年份 | 劇名         | 角色   | 備註   |
| 2022     | 平行戀愛時差 | 錢明櫟 | 網絡劇 |

## 出席活動
| 年份 | 日期    | 活動                       | 備註             |
| 2020 | 8月27日 | Doki見面會                 | 明日之子見面會   |
| 2020 | 9月28日 | 瑞麗十周年                 |                  |
| 2021 | 6月7日  | 騰訊視頻2021拾光盛典       | 表演曲目《逆光》 |
| 2021 | 6月14日 | 任胤蓬南京金茂覽秀城體驗官 |                  |
| 2021 | 11月5日 | 東京電竟音樂節             |                  |

## 雜誌寫真
| 年份 | 期數 | 雜誌名稱    | 發行方式 | 備註          |
| 2020 | 11月 | Chicteen    | 實體刊   |               |
| 2021 | 5月  | 昕薇        | 實體刊   | 個人封面      |
| 2021 | 7月  | 時尚健康    | 實體刊   |               |
| 2021 | 9月  | LOADING新潮 | 實體刊   | 生日刊        |
|      | 10月 | UNIQUE      | 實體刊   | 第4期封面人物 |

## 音樂節
| 年份 | 演出日期 | 地點 | 音樂節名稱     |
| 2020 | 10月17日 | 北京 | 北京麥田音樂節 |

## 演唱會
| 年份 | 演出日期         | 演唱會名稱             | 場次 | 備註       |
| 2020 | 9月26日          | 明日家族四季首聚演唱會 |      |            |
| 2020 | 11月4日-12月14日 | 《超級一班》明日之子   | 八場 |            |
| 2021 | 7月16日          | 銀河系樂團杭州巡演     |      |            |
| 2021 | 7月16日          | 銀河系樂團北京巡演     |      |            |
| 2021 | 10月16日         | 銀河系樂團因你全國巡演 |      | 天津       |
| 2021 | 10月22日         | 銀河系樂團因你全國巡演 |      | 長沙       |
| 2022 | 2月27日          | 銀河系樂團因你全國巡演 |      | 上海站雙場 |

## 外部連結
- 任胤蓬的新浪微博
- 任胤蓬的Instagram帳戶